# 沃布什卡 (內華達州)
沃布什卡（英語：Wabuska）是位於美國內華達州萊昂縣的非建制地區。

## 歷史
沃布什卡的郵局於1874年設立，1879年關閉後又於1881年重啟，最終於1966年停運。

## 地理
沃布什卡所處的海拔為高於海平面1308米（即4290英呎），而該地所採用的時區為UTC-8，即太平洋时区（PST）。同時該地設有夏令時間，為UTC-8調快一小時，即UTC-7（PDT）。